# Nhất tiễn mai

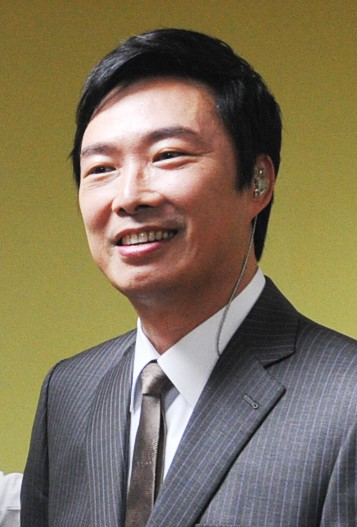
Ca sĩ Phí Ngọc Thanh

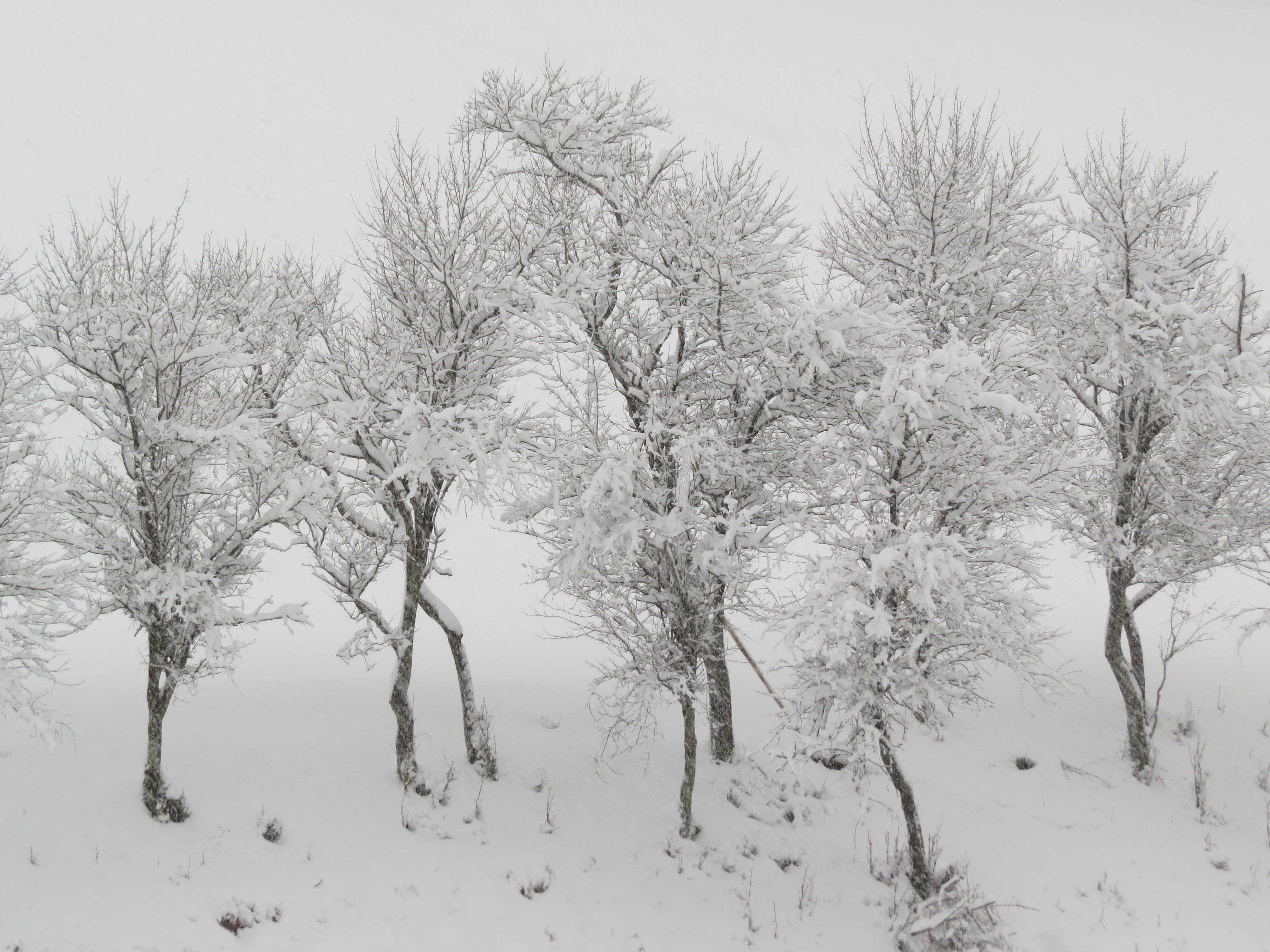
Cây mai vào mùa đông.

"Nhất tiễn mai" (tiếng Trung: 一剪梅; tiếng Việt: "Một nhành mai/"Nhất tiễn mai") cũng thường được gọi bằng lời bài hát nổi tiếng "Xue hua piao piao bei feng xiao xiao" ("Tuyết hoa phiêu phiêu, Bắc phong tiêu tiêu", dịch nghĩa: "Những bông tuyết trôi, gió bắc rít"), là một bài hát Mandopop năm 1983 của ca sĩ Đài Loan Phí Ngọc Thanh, được phát hành lần đầu trong album Trường Giang thủy (長江水; nghĩa là: "Nước sông Trường Giang"). Một phiên bản mới đã được phát hành và có trong album Thiên chi đại (天之大) của Phí Ngọc Thanh năm 2010.
Được nhiều người coi là ca khúc tiêu biểu trong sự nghiệp âm nhạc của Phí Ngọc Thanh, đây là một bản tình ca u sầu, sử dụng hoa mai như một sự tương tự cho tình yêu bền bỉ trải qua gian khổ. Đây là một bài hát nổi tiếng ở Đại Trung Hoa từ những năm 1980, và được coi là một tác phẩm kinh điển vượt thời gian được sử dụng làm nhạc nền cho bộ phim truyền hình Đài Loan cùng tên năm 1984 Nhất tiễn mai do China Television sản xuất.

## Bối cảnh
Album tiếng Quan thoại năm 1983 Trường Giang thủy của Phí Ngọc Thanh lần đầu tiên có bài hát này, ban đầu được lên kế hoạch làm bài hát chủ đề của một bộ phim Đài Loan mang tên Biên thành mộng hồi (邊城夢回). Mặc dù bộ phim cuối cùng không được ra mắt, thay vào đó, bài hát đã được sử dụng làm bài hát chủ đề cho bộ phim truyền hình Đài Loan "Nhất tiễn mai" năm 1984, do đó nó đã được phổ biến trong người dân Đài Loan.
Năm 1988, "Nhất tiễn mai" được phát sóng trên Đài Truyền hình Trung ương Trung Quốc (CCTV), đã thúc đẩy sự nổi tiếng của cả bài hát và bản thân Phí Ngọc Thanh ở Trung Quốc đại lục; bài hát đã được sử dụng lại làm nhạc nền cho Tân nhất tiễn mai (新一剪梅), phiên bản làm lại năm 2009 của Trung Quốc Đại lục của bộ phim truyền hình năm 1983, với sự tham gia của Hoắc Kiến Hoa.
Năm 2019, ca sĩ Đài Loan gốc Bắc Kinh Peter Chen đã biểu diễn ca khúc này tại buổi hòa nhạc Tết Trung thu do CCTV tổ chức. Cùng năm, Phí Ngọc Thanh, người trước đó đã tuyên bố chính thức giải nghệ, đã tổ chức các buổi hòa nhạc chia tay ở nhiều nơi khác nhau và biểu diễn ca khúc trong chương trình cuối cùng tại Nhà thi đấu Đài Bắc vào ngày 7 tháng 11 năm 2019.

## Độ phổ biến trên internet
Vào đầu năm 2020, một video clip tự sướng trên điện thoại có bài hát đã trở nên lan truyền, dẫn đến việc bài hát được chia sẻ trong hàng nghìn meme trên internet và các video cover trên mạng.
Đoạn video ban đầu được đăng vào tháng 1 năm 2020 trên ứng dụng chia sẻ video Kuaishou bởi diễn viên / đạo diễn gốc Bắc Kinh Trương Ái Khâm (張愛欽), người đã quay cảnh mình hát câu thơ nổi tiếng hơi lạc điệu khi đi dạo một mình trong công viên bị tuyết dày bao phủ. Zhang được biết đến là người có cái đầu hói và hình quả trứng kỳ lạ, khiến anh có biệt danh "Eggman" hay "Duck Egg". Tên người dùng của anh ấy trên Kuaishou là "Brother Egg" (蛋哥).
Vào tháng 5, bài hát đã đến tay khán giả quốc tế và trở thành meme trên ứng dụng chia sẻ video TikTok. Điều này đã đưa bài hát lên vị trí hàng đầu trên bảng xếp hạng Spotify Viral 50 ở các nước như Na Uy, Thụy Điển, Phần Lan và New Zealand.
Bài hát thường được gọi là "Xue hua piao piao bei Feng xiao xiao", đây là phần được yêu thích nhất của ca khúc. Sự phổ biến của meme trên internet đã khiến các phiên bản chính thức của "Yi Jian Mei" trên các dịch vụ phát trực tuyến nhạc như Spotify và YouTube Music phải đổi tên bài hát thành "xue hua piao piao bei Feng xiao xiao" theo tên chính thức.
Phí Ngọc Thanh, người đã nghỉ hưu vào tháng 11 năm 2019, cho biết ông rất vui mừng và vinh dự bởi sự nổi tiếng quốc tế bất ngờ của ca khúc, nhưng cũng nhấn mạnh rằng ông đã nghỉ hưu và sẽ không trở lại sân khấu Mandopop.